# Jean-Félix de Hemptinne
 (novembre 2024).
Jean-Félix de Hemptinne, né le 8 décembre 1876, à Gand (Belgique) et décédé le 6 février 1958 à Élisabethville (R.D.C.), est un moine bénédictin de l'Abbaye Saint-André de Bruges en Belgique, missionnaire au Katanga (Congo belge), vicaire apostolique et évêque du Katanga (Elisabethville) de 1932 à sa mort.

## Éléments de biographie
Petit-fils de Joseph de Hemptinne, industriel belge antilibéral et ultramontain, arrière-petit-fils de Félix-Joseph De Hemptinne, industriel gantois du textile, franc-maçon, membre de la loge Les Vrais Amis de Gand, et neveu de Hildebrand de Hemptinne, premier abbé-primat de l'ordre bénédictin, Félix de Hemptinne devient lui-même moine bénédictin de l'abbaye Saint-André (Bruges) à l'âge de 20 ans (le 21 mars 1897). Il est ordonné prêtre le 11 août 1901. 
Parti en 1910 comme missionnaire dans la région du Katanga (Congo belge) une zone confiée aux Bénédictins, il en est immédiatement le préfet apostolique (6 août 1910). Il devient ensuite vicaire apostolique en 1932 et est consacré évêque le 24 juillet 1932, nommé au siège titulaire de Milevum (de) par Henricus Lamiroy avec comme co-consécrateurs Honoré-Joseph Coppieters et Eugène Van Rechem (nl). Il meurt en 1958 à Élisabethville, peu avant l'indépendance du Congo.

## Reconnaissance publique
L'avenue qui donne sur la Cathédrale Saint-Pierre-et-Paul, à Lubumbashi (Congo) porte son nom: avenue Mgr Jean Félix de Hemptinne